# Richmond (Misuri)
Richmond es una ciudad ubicada en el condado de Ray en el estado estadounidense de Misuri. En el Censo de 2010 tenía una población de 5797 habitantes y una densidad poblacional de 379,3 personas por km².

## Geografía
Richmond se encuentra ubicada en las coordenadas 39°16′32″N 93°58′25″O / 39.27556, -93.97361. Según la Oficina del Censo de los Estados Unidos, Richmond tiene una superficie total de 15.28 km², de la cual 15.23 km² corresponden a tierra firme y (0.34%) 0.05 km² es agua.

## Demografía
Según el censo de 2010, había 5797 personas residiendo en Richmond. La densidad de población era de 379,3 hab./km². De los 5797 habitantes, Richmond estaba compuesto por el 93.67% blancos, el 3.16% eran afroamericanos, el 0.4% eran amerindios, el 0.38% eran asiáticos, el 0.17% eran isleños del Pacífico, el 0.29% eran de otras razas y el 1.93% pertenecían a dos o más razas. Del total de la población el 2.09% eran hispanos o latinos de cualquier raza.